# Шкаф
Шкаф е общото наименование на група мебели, предназначени за съхраняване на предмети. В мебелната практика тази група мебели са известни също като корпусна мебел, за разлика от мебелите за седене. Основната разлика между корпусните и мебелите за седене е в тяхната конструкция.

## Видове шкафове
В зависимост от разположението на мебелите в пространството те могат да бъдат стенни, подвижни (на колела) или вградени в ниши.
Кухненските шкафове са специфичен вид шкафове, чиято конструкция е съобразена с различните функции в кухнята.
Шкафовете, предназначени за дрехи се наричат гардероби или скринове.

## Материали
Материалите за изработка корпуса на шкафовете са най-често различни плочи, като например плочи от дървесни частици (ПДЧ) с дебелина 18 мм, или други плочи, включително и от масивна дървесина, които имат достатъчна механична устойчивост. Фронталната част на шкафовете, в зависимост от дизайна, функционалното предназначение и други фактори може да бъде решена като отваряема (врати и чекмеджета) или неотваряема, да бъде плътна, витринна (най-често стъкло) или отворен обем.
С различните видове материали за обработка на мебелните повърхнини (лакове, байцове и грундове) се постигат различни видове покрития, като например огледален лак или матирана повърхност или ефект на състаряване на мебелите.

## История на мебелите
В миналото шкафовете са били декорирани с помощта на различни техники, в това число инкрустация, с дърворезба или с така наречената интарзия в различни цветове, което ги прави произведение на изкуството.